# Carlos Matheu
Carlos Javier Matheu (ur. 13 maja 1985 w Quilmes) – argentyński piłkarz występujący na pozycji obrońcy. Zawodnik klubu CA Peñarol.

## Kariera klubowa
Matheu zawodową karierę rozpoczynał w sezonie 2004/2005 w zespole CA Independiente z Primera División Argentina. W tych rozgrywkach zadebiutował 2 października 2004 roku w przegranym 0:2 pojedynku z Vélezem Sársfield. W 2005 roku spadł z zespołem do Primera B Nacional. W 2006 roku powrócił z nim do Primera División. 29 sierpnia 2007 roku w przegranym 2:3 meczu z Boca Juniors strzelił pierwszego gola w Primera División. W barwach Independiente rozegrał w sumie 58 spotkań i zdobył 5 bramek.
W 2008 roku Matheu podpisał kontrakt z włoskim Cagliari Calcio. W Serie A zadebiutował 2 listopada 2008 roku w wygranym 5:1 pojedynku z Bologną. Przez rok w barwach Cagliari zagrał w 15 ligowych meczach.
W 2009 roku wrócił do Independiente. W 2010 roku zdobył z nim Copa Sudamericana.

## Kariera reprezentacyjna
W reprezentacji Argentyny Matheu wystąpił jeden raz, 6 maja 2010 w wygranym 4:0 towarzyskim meczu z Haiti.